# اليخاندرو كورن
أليخاندرو كورن (3 مايو 1860 - 9 أكتوبر 1936)، طبيب نفسي وفيلسوف وإصلاحي وسياسي أرجنتيني، شغل منصب مدير لمستشفى الطب النفسي في ميلكور روميرو (منطقة لابلاتا في بوينس آيرس) لمدة ثمانية عشر عامًا، وكان أول مسؤول جامعي في أمريكا اللاتينية يتم انتخابه عن طريق أصوات الطلاب. يعتبر كورن رائد الفلسفة الأرجنتينية، وأحد الحكماء الخمسة في لابلاتا إلى جانب فلورنتينو أميغينو، وخوان فوسيتيك، وألمافويرتي، وكارلوس سبيجازيني.

## السيرة الذاتية

### الطفولة والشباب والعائلة
وُلد أليخاندرو كورن في سان فيسنتي، بوينس آيرس. كان والده، كارلوس أدولفو كورن، طبيبًا وجنديًا ألمانيًا بروسيا ليبراليًا، وكان قد رفض المشاركة في القمع الذي تلا إضراب العمال في قطاع النسيج خلال الثورة الاجتماعية في عام 1848. حُكم عليه بالإعدام، ففر إلى سويسرا على ظهر حصان. هناك درس الطب والتقى بزوجته المستقبلية، ماريا فيرينا ماير. قرر الهجرة إلى الأرجنتين، وهناك تزوجا. استقر في سان فيسنتي (بوينس آيرس)، حيث عمل كطبيب وقاضٍ. شجع على بناء أول مطحنة دقيق وطول مسار السكك الحديدية للوصول إلى المدينة. تميز بعمله الملحوظ في مكافحة وباء الكوليرا، ولهذا السبب تم تكريمه من قبل الرئيس دومينغو ف. سارمينتو. عندما توفي في عام 1905، قدمت مدينة سان فيسنتي له تكريمًا.
كان أليخاندرو كورن أكبر إخوتهم الثمانية. وكان شقيقه الوحيد، ماوريسيو، سيصبح أيضًا طبيبًا. في شبابه، أظهر اهتمامًا بالثقافة والرياضة. في عام 1877 استقر في بوينس آيرس للدراسة، أولاً في Colegio Nacional de Buenos Aires، ولاحقًا في كلية الطب بجامعة بوينس آيرس.
لاحقًا، التقى وتزوج ماريا فيلافياني، واستقر في لا بلاتا. كان لهما سبعة أطفال، نجا منهم أربعة فقط في مرحلة الطفولة. وكان أحدهم، أليخاندرو كورن فيلافياني، له دور كبير في إصلاح الجامعة ويتميز بأفكاره حول العقيدة الكاثوليكية وبتدريسه في مدرسة لا بلاتا الحديثة. أما ابنه الآخر، غويليرمو كورن، فقد كان إصلاحيًا من اليسار وقائدًا طلابيًا وصحفيًا وقائدًا للحزب الاشتراكي ونائبًا في البرلمان الوطني؛ كما كان كاتب مسرحيات ومؤسسًا لمسرح الشعب في لا بلاتا.

#### طبيب
تخرج أليخاندرو كورن في عام 1882، وكانت أطروحته بعنوان "الجنون والجريمة". عمل في البلدات الصغيرة مثل: نافارو ورانشوس، حيث كان يقيم في ذلك الوقت. في عام 1888، تم تعيينه طبيبًا للشرطة. وفي عام 1897، تم تعيينه مديرًا للمستشفى الإقليمي في ميلتشور روميرو، وهو مستشفى مستعمرة يمتد على مساحة 80 هكتارًا (والتي قام لاحقًا بزيادة مساحتها إلى 180 هكتارًا)، والذي صممه زميله في المحفل الفاتحي بيدرو بينويت، ويقع على بعد 10 كيلومترات من مدينة لا بلاتا، حيث كان بينويت يقيم. تم افتتاحه كمستشفى في عام 1884، ولكنه تخصص لاحقًا في معالجة الأمراض النفسية. وكان أول مستشفى من نوعه في الأرجنتين، وربما في أمريكا اللاتينية. عمل كورن مديرًا لمستشفى ميلتشور روميرو حتى عام 1916، عندما استقال من منصبه ليتفرغ بالكامل للفلسفة. ومنذ عام 1900، عمل شقيقه ماوريسيو كورن أيضًا في نفس المستشفى. وفي عام 1910، أسس جمعية الأطباء في لا بلاتا وكان رئيسًا لها.

#### ماسوني
انضم أليخاندرو كورن إلى الماسونية الأرجنتينية في 15 يونيو 1881، وكان عمره 21 عامًا، في المحفل "جيرمانيا رقم 19". كان والده قد انضم إلى نفس المحفل في ألمانيا وكان عضوًا طويل الأمد وذو تأثير، وكان قد ساعد بالفعل في تأسيس المحفل في الأرجنتين بمساعدة إخوانه الماسونيين في البلاد. عندما كان في الثالثة والعشرين من عمره، تم تعيينه "مايسترو فينيرابلي" (المايسترو المحترم) في محفته. وفيما بعد، انضم إلى المحفل "لا بلاتا رقم 80"، الذي كان يضم شخصيات مؤثرة من لا بلاتا مثل: كارلوس سباجاتسيني و بيدرو بينويت.

#### سياسي
كان عضوًا في الاتحاد المدني الراديكالي منذ تأسيسه في عام 1891، وفي ثورة 1893، تم تعيينه من قبل المجلس الثوري عمدة لمدينة لا بلاتا، وهو المنصب الذي شغله لعدة أيام حتى هزيمة الثورة. في عام 1894، تم انتخابه نائبًا عن الاتحاد المدني الراديكالي. استقال من هذا المنصب في عام 1897 تعبيرًا عن معارضته لعدة أعمال فساد في "البنك العقاري"، حيث كان العديد من الأعضاء الذين يعرفهم متورطين. في عام 1917، تم انتخابه نائبًا عن لا بلاتا مرة أخرى كجزء من الاتحاد المدني الراديكالي، واختار منصب نائب في البرلمان الوطني في عام 1918. في ذلك العام، ترك الاتحاد المدني الراديكالي، وتبنى المعتقدات الاشتراكية وكتب كتابه "الاشتراكية الأخلاقية" و "إنسيبت فيتا نوفا".
في عام 1931 انضم إلى الحزب الاشتراكي الأرجنتيني. في عام 1934، قدم سلسلة محاضرات مشهورة في "بيت الشعب في مدينة بوينس آيرس" بعنوان "جان جوريس، هيجل وماركس"، و"أنتي ماركس"، والتي تم نشرها في "المجلة الاشتراكية" في فبراير 1935. في عام 1934، تم انتخابه ليكون "عضوًا في الهيئة الدستورية" للمساعدة في إعادة كتابة دستور مقاطعة بوينس آيرس، لكنه استقال من هذا المنصب احتجاجًا على التزوير الذي ارتكبته الحكومة في تلك الانتخابات، كما فعل ألفريدو بالاسيوس وابنه غويليرمو كورن.

#### إصلاحي في الجامعات
لم يكن أليخاندرو كورن مجرد أستاذ، بل كان مسؤولًا رفيع المستوى في جامعات لا بلاتا وبوينس آيرس أيضًا. وكان أيضًا منخرطًا في حركة الإصلاح الطلابي. في الواقع، كان كلا ابنيه قادة في مجموعات طلابية، ولكن في مجموعات مختلفة. في عام 1903، انضم إلى الجامعة الوطنية في لا بلاتا كعضو في مجلس الجامعة ونائب للعميد، عندما كانت لا تزال جامعة إقليمية وكان دارْدو روشا هو عميدها. منذ تلك اللحظة، أصبح أستاذًا مساعدًا في قسم تاريخ الفلسفة. تم إنشاء كلية التوليد بفضل مبادرته. في عام 1919، في وقت من الاضطرابات الاجتماعية، اختارته الحركة الطلابية ليكون مسؤولًا عن الجامعة، إلى جانب كارلوس سباجاتسيني وإيديلميرو كالفو. في عام 1906، أصبح أستاذًا في قسم تاريخ الفلسفة في كلية الفلسفة بجامعة بوينس آيرس. في عام 1912، تم انتخابه عضوًا في مجلس الكلية، وهو المنصب الذي شغله حتى عام 1918.
في عام 1918، ومع خلفية إصلاح الجامعة، تم انتخابه عميدًا من قبل طلاب كلية الفلسفة في جامعة بوينس آيرس، وهو المنصب الذي شغله حتى عام 1921. كان كورن أحد الأساتذة الذين تم أخذهم كنموذج من قبل الحركة الطلابية التي روجت لإصلاح الجامعات في أمريكا اللاتينية، إلى جانب خوسيه إنغينيروس وألفريدو بالاسيوس وخوسيه فاسكونسيلوس.

#### رياضي
مارس كورن الرياضة، وخاصة المبارزة، وساهم في نشرها في الأرجنتين في وقت لم تكن فيه الرياضة نشاطًا شائعًا كما هو الحال اليوم. في عام 1891، مع خلفية من الأزمة الاقتصادية والسياسية والاجتماعية التي بدأت في عام 1890، تم انتخابه رئيسًا لنادي جيمناسيا ويسغريما في لا بلاتا، وهو المنصب الذي شغله حتى عام 1894.

#### فيلسوف
إلى جانب خوسيه إنغينيروس، يُعتبر أليخاندرو كورن رائدًا في الفكر الفلسفي الأرجنتيني وجزءًا من المجموعة المؤسسة للفلسفة اللاتينية الأمريكية، مع الكوبي إنريكي خوسيه فارونا، والمكسيكي خوسيه فاسكونسيلوس، والأرجنتيني أنطونيو كاسو، والبيروفي أليخاندرو دي أوستوا، والأوروغوياني كارلوس فاز فيريرا، والبرازيلي رايموندو فاريا بريتو، والتشيلي إنريكي مولينا. كانت أفكار أليخاندرو كورن مصدر إلهام لتجديد عميق في الفلسفة اللاتينية الأمريكية، تحت مبادئ حركة إصلاح الجامعة القارية، في وقت كانت الأرجنتين تشهد صراعًا لتجاوز "الجمهورية الأوليغارشية"، التي كانت قائمة على التزوير الانتخابي و"التصويت المعلن"، وإقامة نظام ديمقراطي يحترم الإرادة العامة كجوهر له.
كانت الفكرة المركزية في أعماله هي دراسة القيم والحرية. ومن بين أعماله البارزة "الحرية المبدعة" (1922) و"الأخلاقيات" (1930). وكان جوهر فلسفة كورن هو النقد للتجريبية والواقعية الساذجة، أي المبادئ والاستنتاجات، التي تُعتبر عادة بديهية في كل عصر، والتي تكون موجودة في كل نظام فلسفي، وغالبًا ما تُعتبر من العناصر الواضحة في التحليل العقلاني.

## التقدير
الأشياء التالية تحمل اسمه:
- تم تغيير اسم البلدة التي وُلد فيها، والتي كانت تعرف سابقًا باسم "إمبالمي سان فيسينتي"، إلى "سان فيسينتي" تكريمًا له في عام 1964.
- تم تسمية مستشفى "ميلشور روميرو للأمراض العصبية النفسية" الذي كان قد أدارها في الفترة من 1898 إلى 1916 باسمه في عام 1954.
- تم تأسيس "جامعة الشعب أليخاندرو كورن" في السنة التي توفي فيها، وقد ظلت نشطة منذ ذلك الحين.
- تم إنشاء "كاتيدرَا ليبريه" ("الكاتدرائية الحرة") في جامعة لا بلاتا الوطنية في عام 1997 بهدف نشر أفكاره وتحليل المستجدات في الفن والعلوم والفلسفة.
- هناك جمعية طلابية إصلاحية في جامعة روساريو الوطنية تحمل اسمه.
- في لا بلاتا، مقابل متحف العلوم الطبيعية، يوجد نصب تذكاري يُسمى "نصب الخمسة حكماء" من تصميم النحات ماكسيمو مالدونادو.

## الأعمال
- الاشتراكية الأخلاقية (1918).
- إينسكيبِت فيتا نوفا (1918).
- إصلاح الجامعة (1919).
- الحرية الإبداعية (1920).
- الإطار المعرفي (1924).
- مفهوم العلم (1926).
- الأخلاقية (1930).
- ملاحظات فلسفية (1935).
- التأثيرات الفلسفية في التطور الوطني (1936).
- الفلاسفة والنظم (1936).
- المقالات النقدية (1936).
- الأعمال الكاملة (1949).
- خوان بيريز (1963).
- دراسات في الفلسفة المعاصرة (1963).